# Village médiéval de Puybresson
Le village médiéval de Puybresson ou Pibresson-Venasque, Velnasque ou Valnasque est un ensemble de vestiges d'un village médiéval fortifié situé dans la commune de Tourrettes, entre l'actuel centre-bourg et le village de Callian.
L'ensemble est inscrit aux Monuments historiques français par arrêté du 30 décembre 1980.
L'attribution du toponyme au lieu-dit fait encore l'objet de débat, Velnasque et Puybresson étant peut-être confondus. 

## Description
Les ruines de Puybresson sont situées à environ 383 mètres d'altitude et sont accessibles à pieds depuis les centre-bourgs de Tourrettes ou Callian par des chemins forestiers et des chemins de randonnées balisés.
Les éléments marquants les mieux conservés se composent d'une enceinte polygonale de murs en pierre calcaire, d'une tour de donjon et d'une église dont l'abside en cul-de-four tient encore. Aucun ornement ne subsiste à part une croix pattée sur l'un des claveaux de la porte sud-ouest de l'église.
L'ensemble montre des signes d'affaissements et un risque important de chutes de pierres.

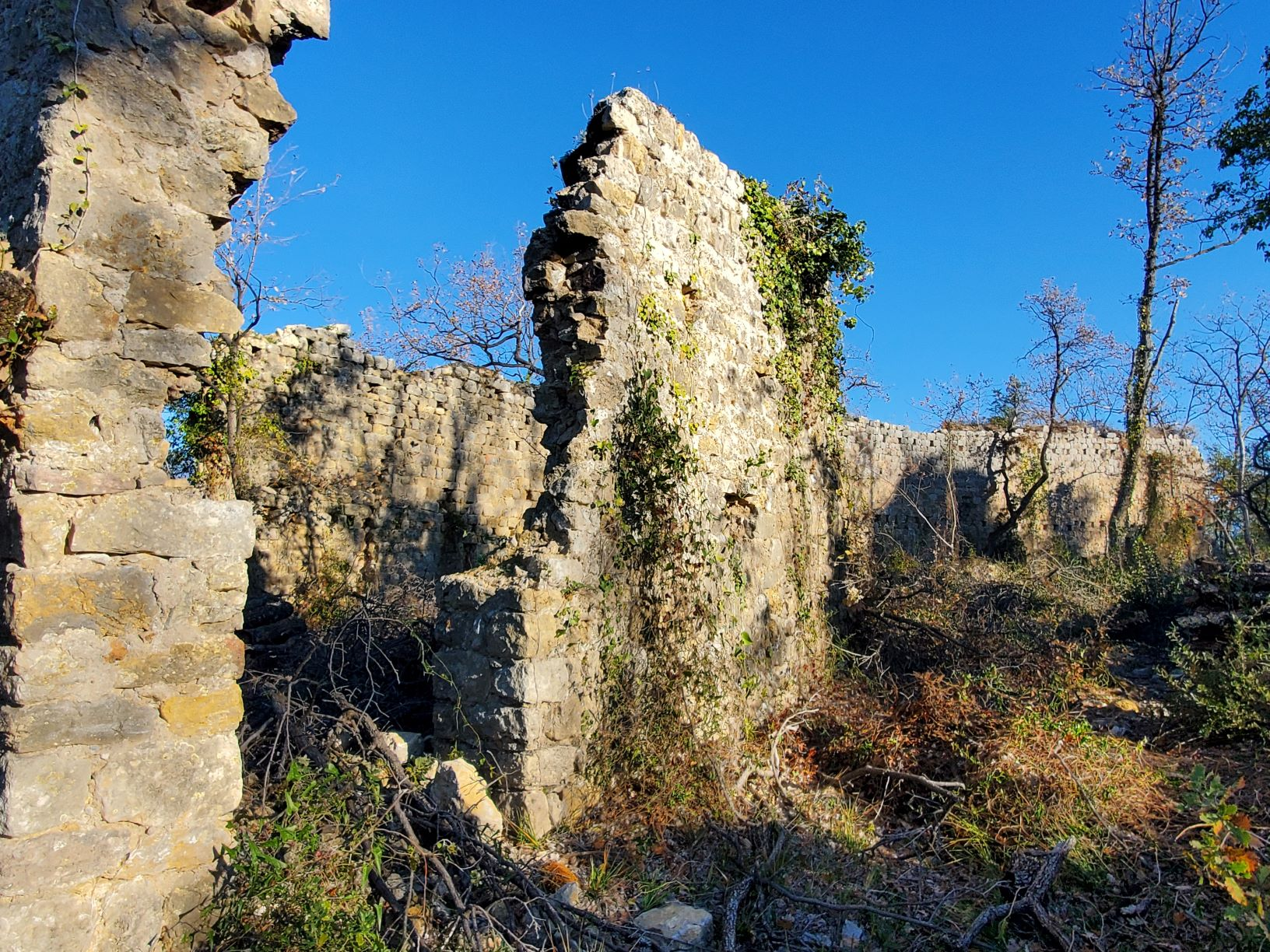
Murs ruinés.
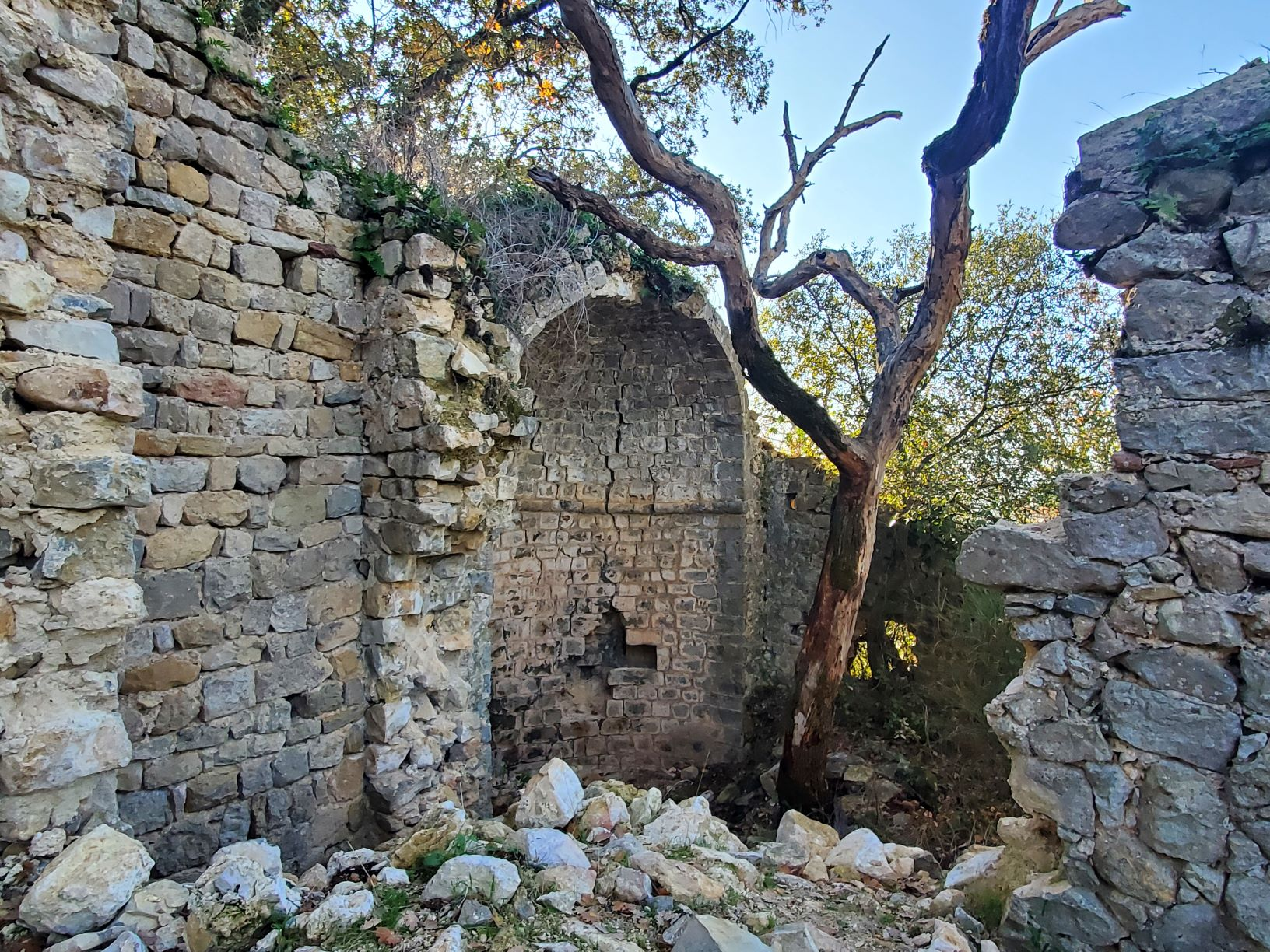
L'abside de l'église.
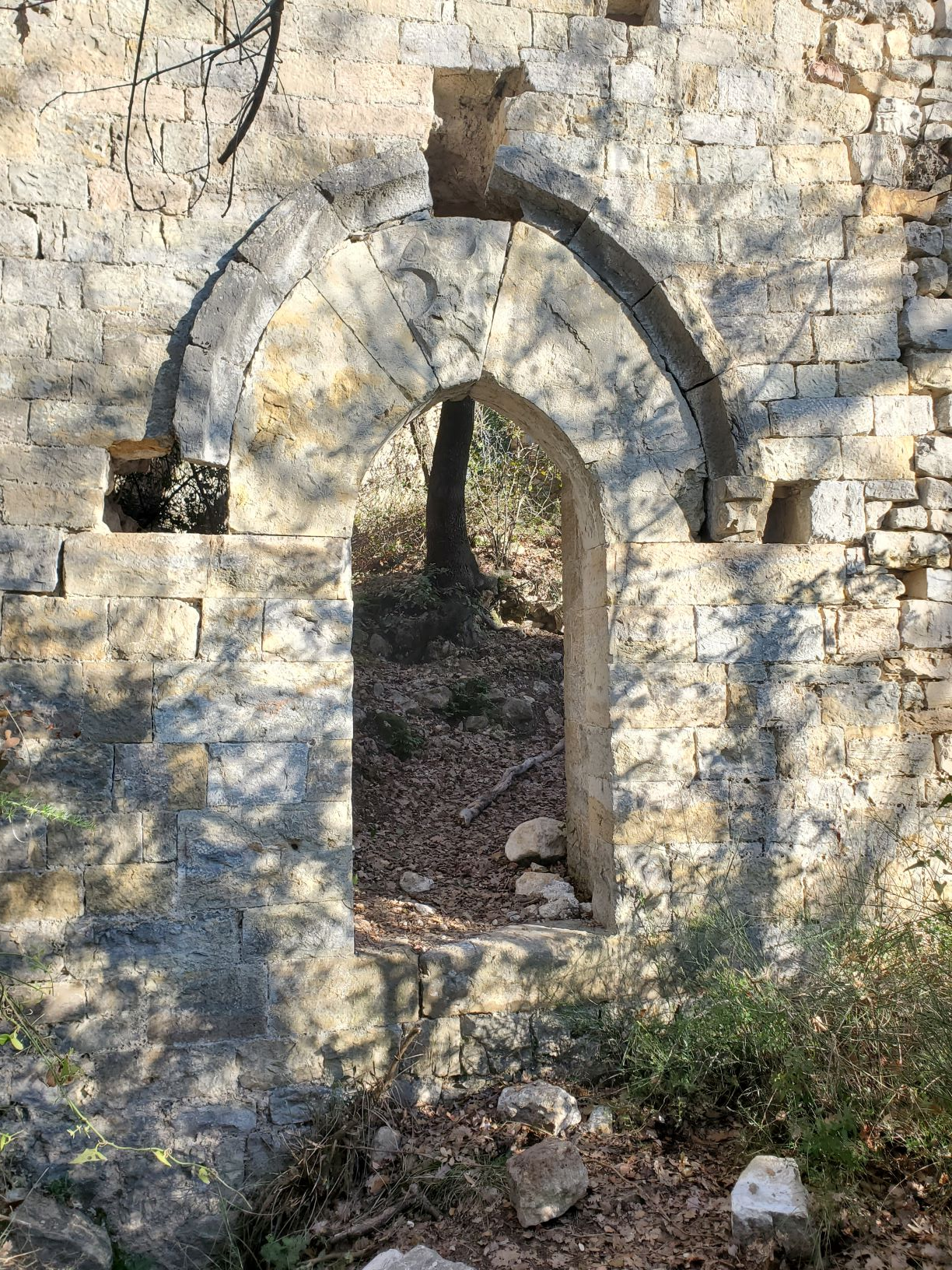
La porte latérale décorée de l'église.
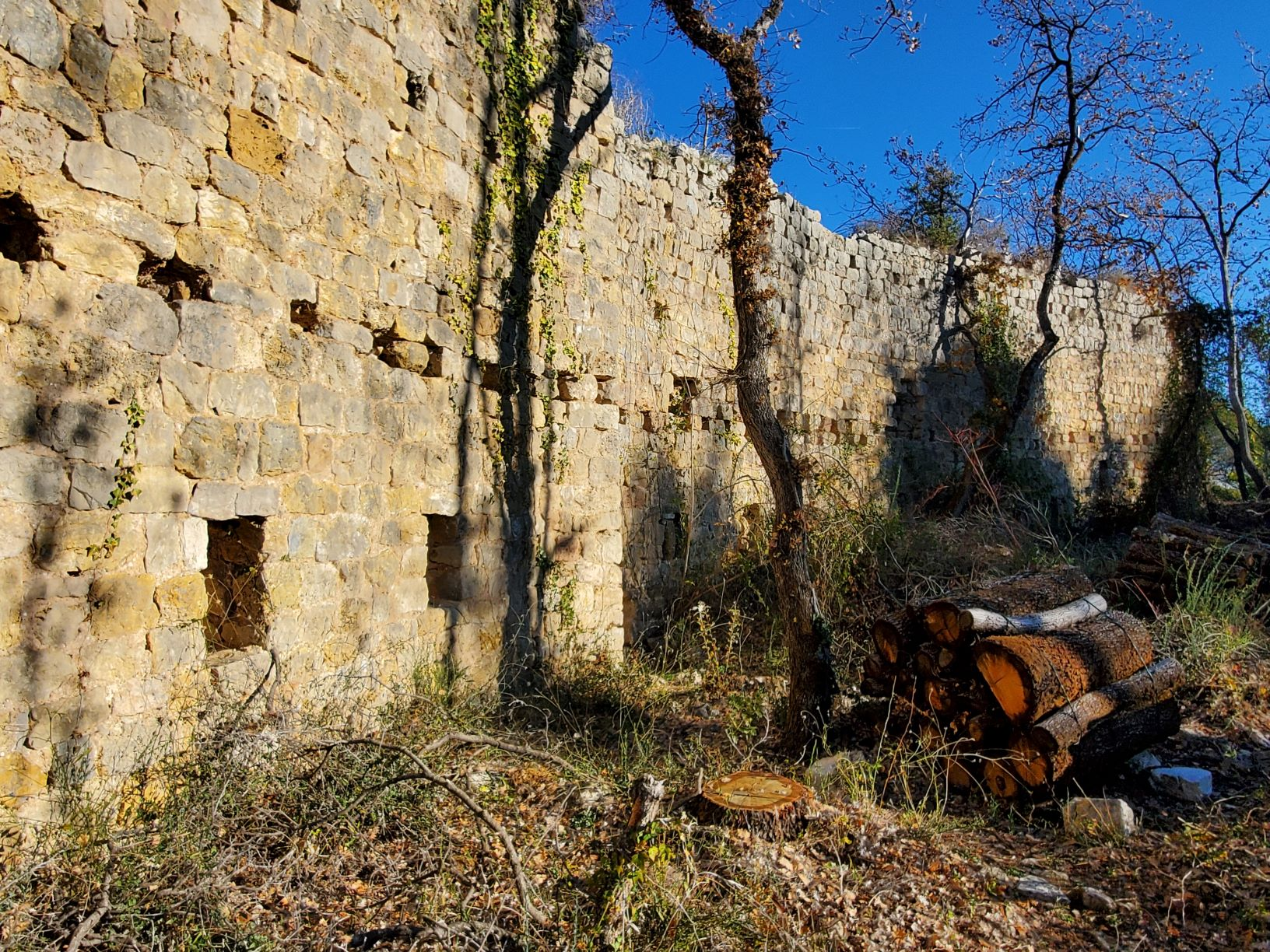
Le mur d'enceinte avec ses meurtrières.